# 張勉學
張勉學（1513年—？），字益甫，號石癯，直隸蘇州府長洲縣人，匠籍，明朝政治人物。

## 生平
嘉靖二十五年（1546年）丙午科應天府鄉試第三十六名舉人。嘉靖二十六年（1547年）中式丁未科會試第二十六名，登第二甲第四十三名進士。改庶吉士，送翰林院读书。二十八年十月授吏科给事中，二十九年韃虜入犯京师，与户科给事中何光裕奉命查勘边情，大同总兵仇鸾以重金贿赂俺答汗，请求勿攻大同，然后讳败冒功，张勉学因此受到牵连，被贬谪为内黄县丞，历官吉安推官、福清县知县、南京刑部主事，转为郎中，出为湖广荆岳道佥事，分巡长沙，进右参议，分守衡永，解任归。林居十馀年卒。所著有《宦游集》、《湖岳编》及《勘边疏稿》。

## 家族
曾祖張聰；祖父張珵；父張欽，母許氏。永感下。弟張輖。子俨如、僴如、偲如。